# Olmo al Brembo
Olmo al Brembo ist eine Gemeinde in der Provinz Bergamo in der italienischen Region Lombardei mit 473 Einwohnern (Stand 31. Dezember 2023).

## Geographie
Olmo al Brembo liegt 45 km nördlich der Provinzhauptstadt Bergamo und 70 km nordöstlich der Metropole Mailand.
Die Nachbargemeinden sind Averara, Cassiglio, Mezzoldo, Piazza Brembana, Piazzatorre, Piazzolo und Santa Brigida.

## Sehenswürdigkeiten
- Die Kapelle der Madonna dei Campelli ist aus dem 17. Jahrhundert.

- Die Pfarrkirche aus dem 15. Jahrhundert ist dem Ortspatron San Antonio abate gewidmet. Sie enthält einige kostbare Werke.

- Die kleine Kapelle San Rocco wurde aus Dankbarkeit über das Ende der Pest gebaut.

- Die historische Burg ist im venezianischen Stil gehalten.